# Johann Friedrich Knöbel
Johann Friedrich Knöbel (ur. 14 czerwca 1724 w Dreźnie, zm. 26 września 1792 tamże) – niemiecki architekt, przedstawiciel saskiego rokoka.

## Życiorys
Knöbel urodził się w 1724 r. Od 1739 r. kształcił się pod okiem Johanna Christopha Knöffela, a później także działającego w Dreźnie Francuza Zachariasa Longuelune. W 1750 r. objął stanowisko nadzorcze (Conducteur) w Drezdeńskim Urzędzie Budowlanym. W tym czasie poślubił Christianę Charlottę (zwaną Clarą).
W 1753 roku Knöbel udał się do Warszawy jako mistrz budowlany. Tam początkowo pomagał ówczesnemu dyrektorowi Saskiego Urzędu Budowlanego w Warszawie, Joachimowi Danielowi von Jauch. Po śmierci Jaucha w 1754 roku objął jego stanowisko (znane również jako „Oberbauamtskonduktor”) i pozostał na tym stanowisku do końca panowania Wettynów w Rzeczypospolitej. Głównym zleceniodawcą Johanna Friedricha Knöbela był Henryk Brühl, dla którego wykonał przebudowę pałacu Brühla na placu Saskim i pałacu na Młocinach. Jako dyrektor Saskiego Urzędu Budowlanego sfinalizował też m.in. budowę murowanego kościoła św. Wawrzyńca na Woli. Knöbel dalej rozwijał styl rokokowy Knöbela w Polsce, co było szczególnie widoczne w pracach nad ukończeniem Nowego Zamku w Grodnie (budowa kaplicy), a także w wielu szczegółach nieistniejącego już Pałacu Brühla w Warszawie (np. skrzydła Dworu Honorowego i bramy).
W 1765 r. Knöbel powrócił do Drezna. Został tam architektem królewskim i naczelnym architektem państwowym; jako członek głównej komisji budowlanej wpłynął na projekt architektoniczny wielu budynków. Wspólnie z Johannem Georgiem Schmidtem zaprojektował drezdeński Gewandhaus.

## Realizacje
- Park na terenie dzisiejszej ulicy Foksal w Warszawie
- 1750-1752 zaprojektował kaplicę przy Nowym Zamku w Grodnie.

- Kościół św. Wawrzyńca przy ul. Wolskiej 140a w Warszawie (budowa ukończona w 1755)

- Pałac Brühla na Młocinach (1752–1758)

- Przebudowa Pałacu Brühla w Warszawie (1754–1759)

- Pałac Reinhardtsgrimma z parkiem w stylu angielskim (1765–1767)

- Gewandhaus w Dreźnie (1768–1770)

- Budowa (nieistniejącego) Pałacu Berreuth

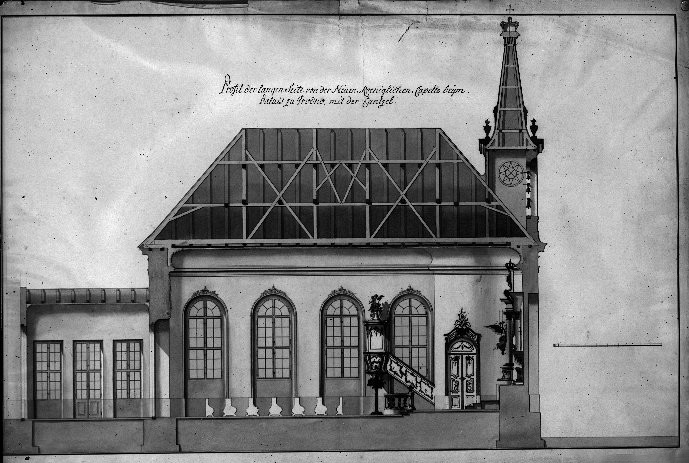
Grodno – kaplica przy Nowym Zamku
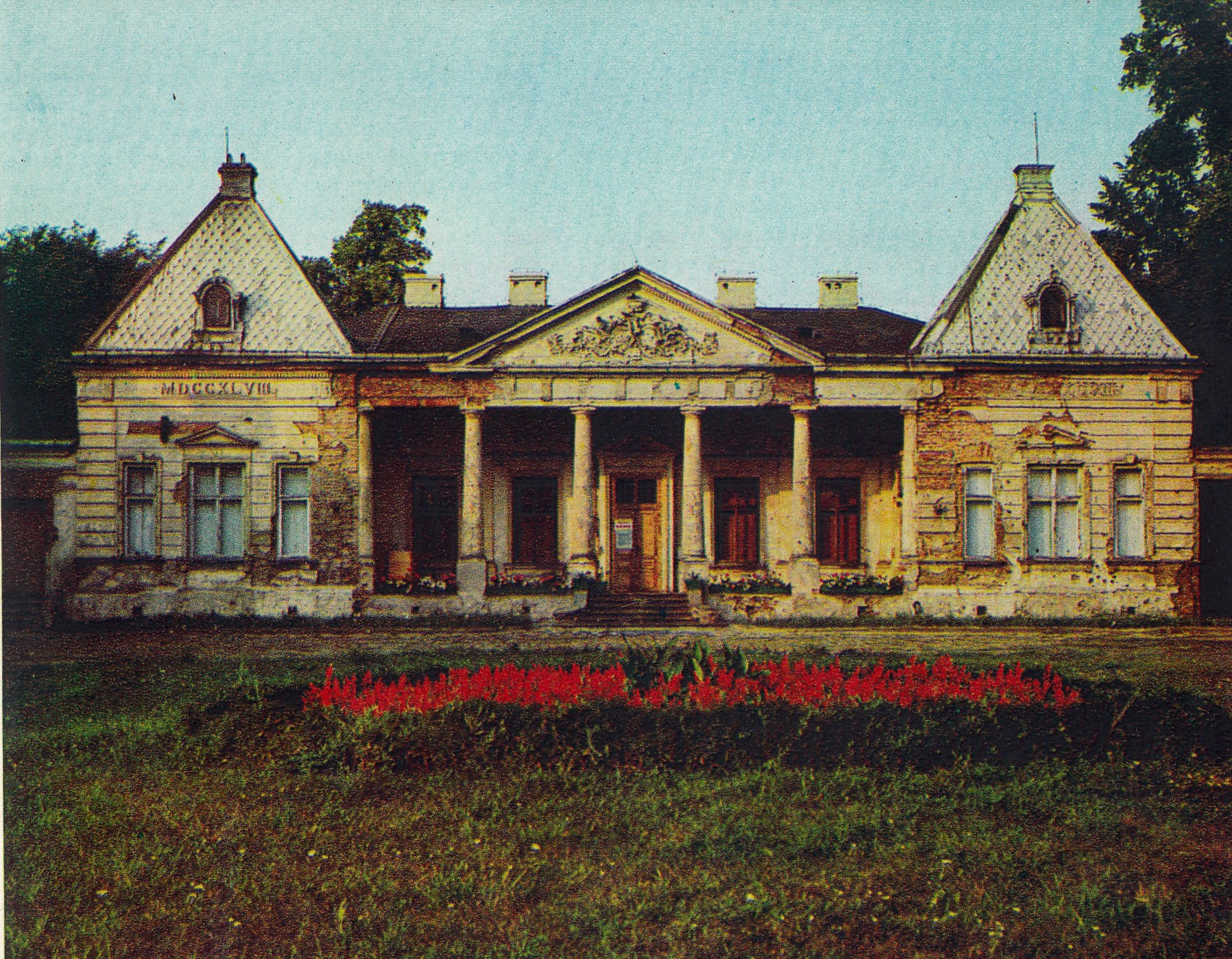
Pałac Bruhla w Młocinach
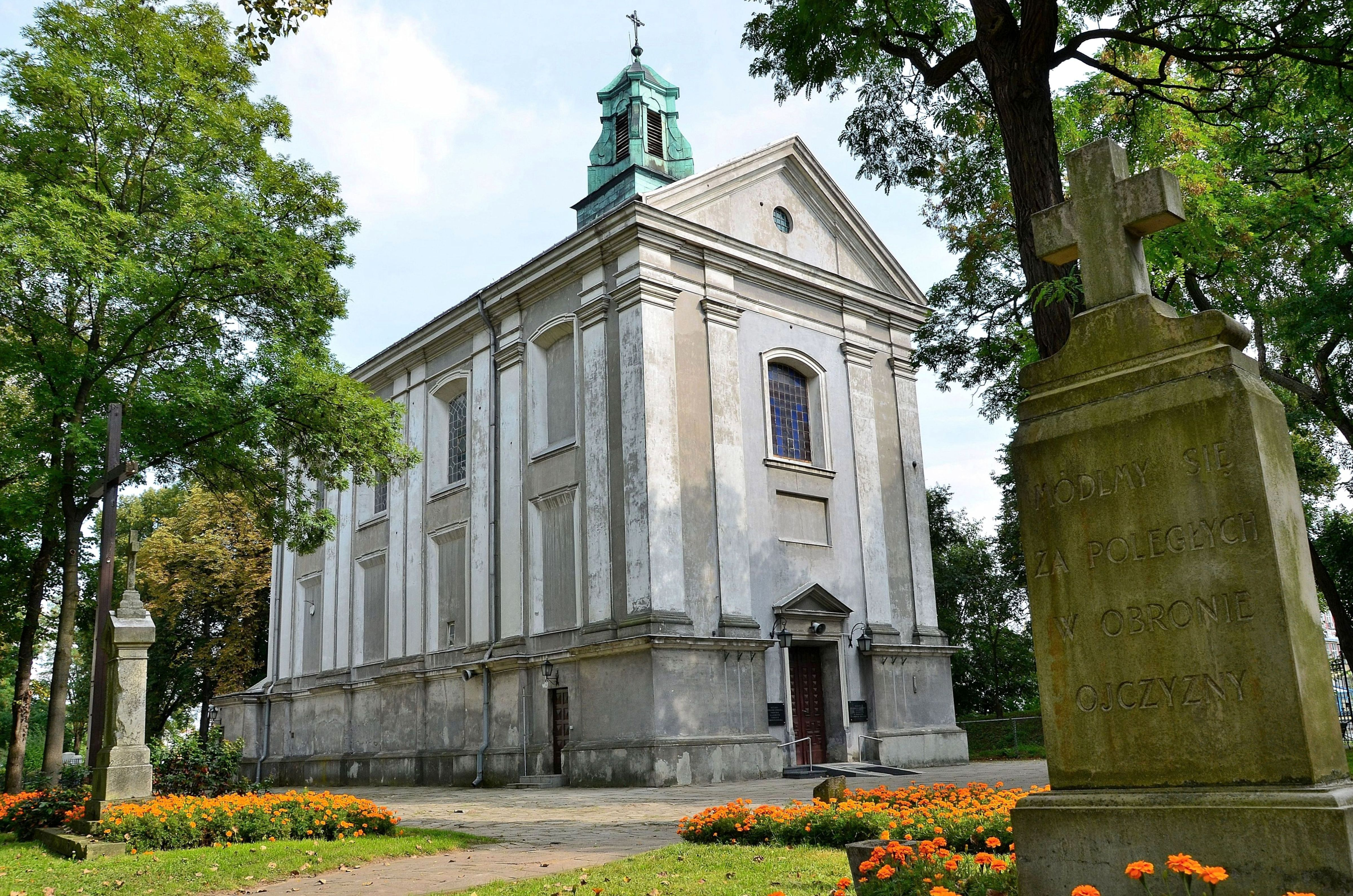
Kościół św. Wawrzyńca na Woli w Warszawie
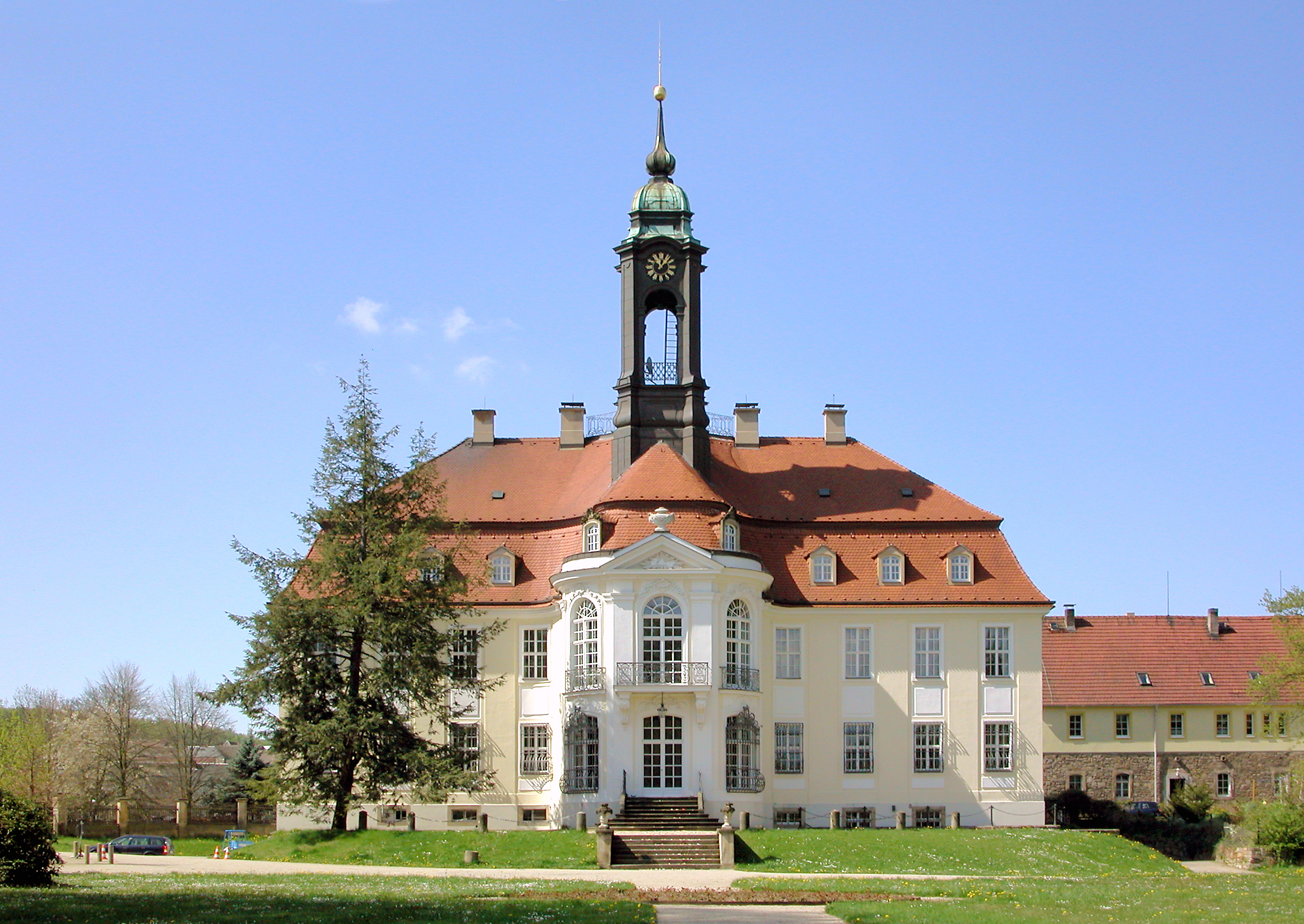
Pałac Reinhardtsgrimma
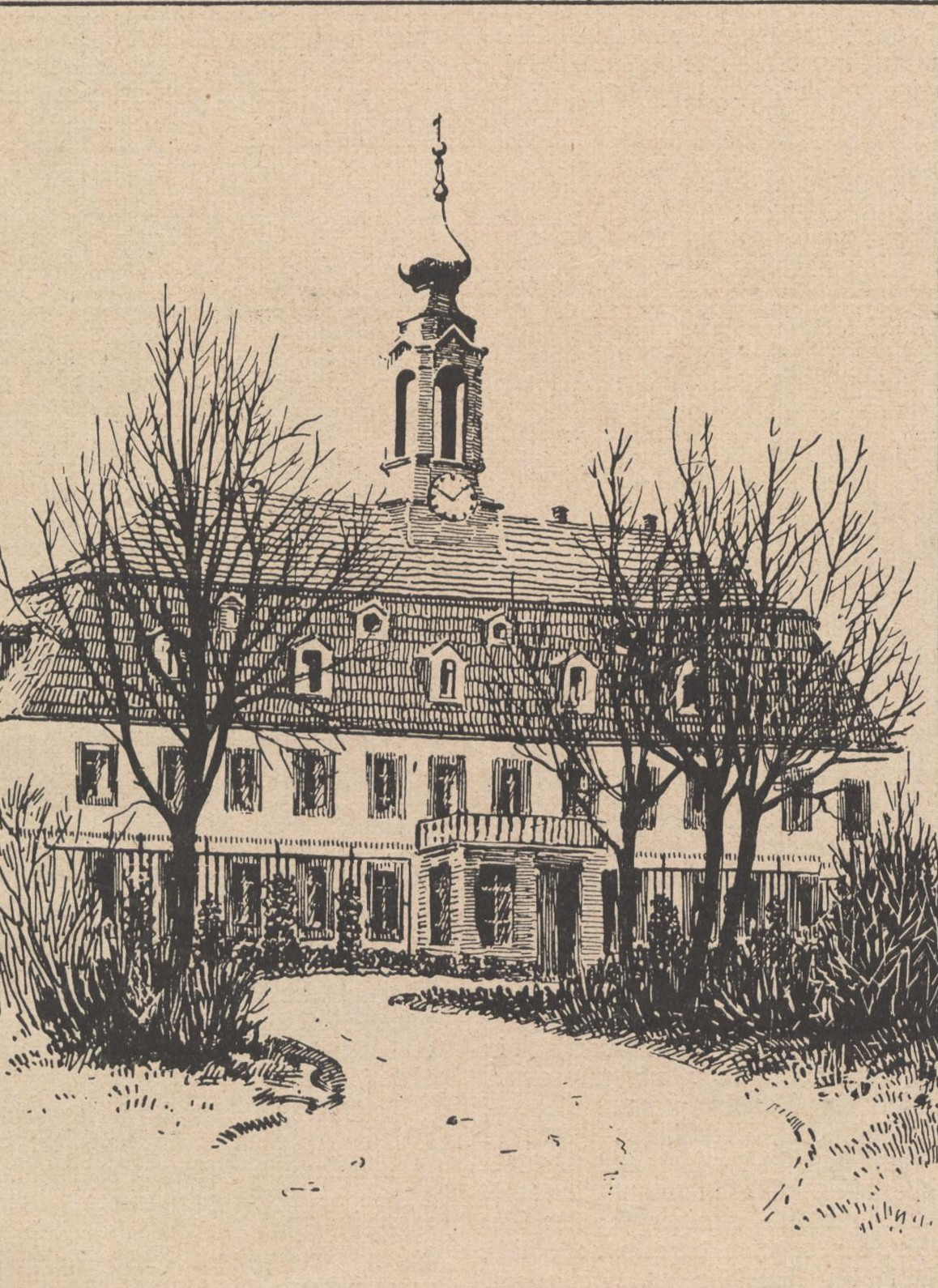
Pałac Berreuth
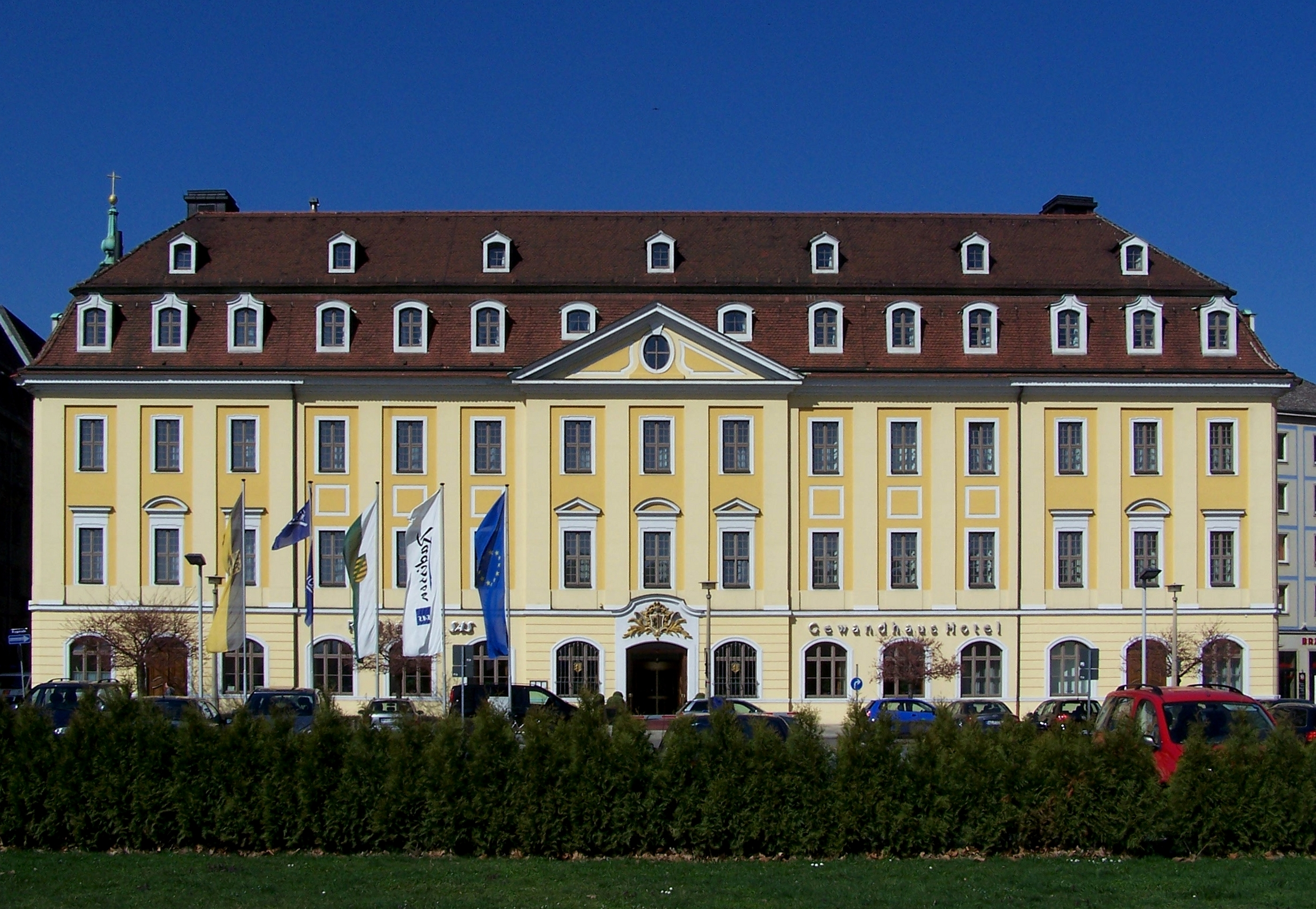
Drezno – Gewandhaus